# Johan Wissman
Johan Wissman (Suecia, 2 de noviembre de 1982) es un atleta sueco especializado en la prueba de 200 m, en la que ha logrado ser subcampeón europeo en 2006.

## Carrera deportiva
En el Campeonato Europeo de Atletismo de 2006 ganó la medalla de plata en los 200 metros, con un tiempo de 20.38 segundos (récord nacional sueco), llegando a meta tras el portugués Francis Obikwelu (oro con 20.01 s) y por delante del británico Marlon Devonish (bronce con 20.54 segundos).